# یوسف‌خانه
یوسف‌خانه (به ازبکی: Yusufhona) یک منطقهٔ مسکونی در ازبکستان است که در شهرستان بستان‌لیق واقع شده‌است. یوسف‌خانه ۵۰۰ نفر جمعیت دارد.